# マレーシア航空事件
マレーシア航空事件（マレーシアこうくうじけん）とは、日本における国際裁判管轄の規範を定立した最高裁判例。外国の航空会社が外国で起こした航空機墜落事故について、日本の遺族の航空会社に対する債務不履行による損害賠償請求が日本国内で認められるかが問題となった事件。

## 判決までの流れ
1977年12月4日、ペナン島からクアラルンプールに向けて飛行していた、マレーシアに本社のある被告（マレーシア航空）の旅客機（ボーイング737-200、機体記号9M-MBD）が、パイロット2名がハイジャック犯に射殺されたためジョホール州にて墜落し（マレーシア航空システム653便ハイジャック墜落事件）、訴外Aが死亡した。原告（Aの遺族）は、債務不履行による損害賠償を求め、名古屋地方裁判所に出訴した。名古屋地方裁判所は日本に裁判管轄がないとして遺族の訴えを却下した。原告側が控訴したところ、名古屋高等裁判所はこれを認容して判決を取り消し、名古屋地裁に審理を差し戻した。これを不服とした被告側が上告したのが本事件である。

## 最高裁判所判決
最高裁第二小法廷は昭和56年10月16日判決
で、次のように述べて、マレーシア航空側の上告を棄却した。
「思うに、本来国の裁判権はその主権の一作用としてされるものであり、裁判権の及ぶ範囲は原則として主権の及ぶ範囲と同一であるから、被告が外国に本店を有する外国法人である場合はその法人が進んで服する場合のほか日本の裁判権は及ばないのが原則である。しかしながら、その例外として、わが国の領土の一部である土地に関する事件その他被告がわが国となんらかの法的関連を有する事件については、被告の国籍、所在のいかんを問わず、その者をわが国の裁判権に服させるのを相当とする場合のあることをも否定し難いところである。そして、この例外的扱いの範囲については、この点に関する国際裁判管轄を直接規定する法規もなく、また、よるべき条約も一般に承認された明確な国際法上の原則もいまだ確立していない現状のもとにおいては、当事者間の公平、裁判の適正・迅速を期するという理念により条理にしたがつて決定するのが相当であり、わが民訴法の国内の土地管轄に関する規定、たとえば、被告の居所（〔改正前、以下同じ〕民訴法二条）、法人その他の団体の事務所又は営業所（同四条）、義務履行地（同五条）、被告の財産所在地（同八条）、不法行為地（同一五条）、その他民訴法の規定する裁判籍のいずれかがわが国内にあるときは、これらに関する訴訟事件につき、被告をわが国の裁判権に服させるのが右条理に適うものというべきである。」そして、被告はマレーシアの会社だが東京に営業所を有するため、日本の裁判管轄に服させるのが合理的であるとした。